# Château de Birkenwald
Le château de Birkenwald est situé sur la commune de Birkenwald, dans le département du Bas-Rhin.

## Historique
Sa construction a débuté en 1562. Elle est entreprise par Nicolas Jacques d'Ingenheim, bailli de Marmoutier, qui se serait inspiré de l'architecture périgourdine qu'il a découvert lors de ses voyages en France. À sa mort, sans descendance, le château est géré par l'abbaye d'Andlau jusqu'en 1649 quand il est donné en fief à Gabriel du Terrier, commandant de la garnison de Saverne et du Haut-Barr.
Le château reste dans la famille et la dernière de ses descendantes épouse le marquis de Grimaldi en 1802. Puis le château change plusieurs fois de propriétaires. Il devient la propriété de Louis Arth, maire de Saverne, puis du baron Adolphe de Latouche dont les descendants sont encore les propriétaires.
Le monument fait l’objet d’une inscription au titre des monuments historiques depuis le 16 octobre 1930.

## Parc du château

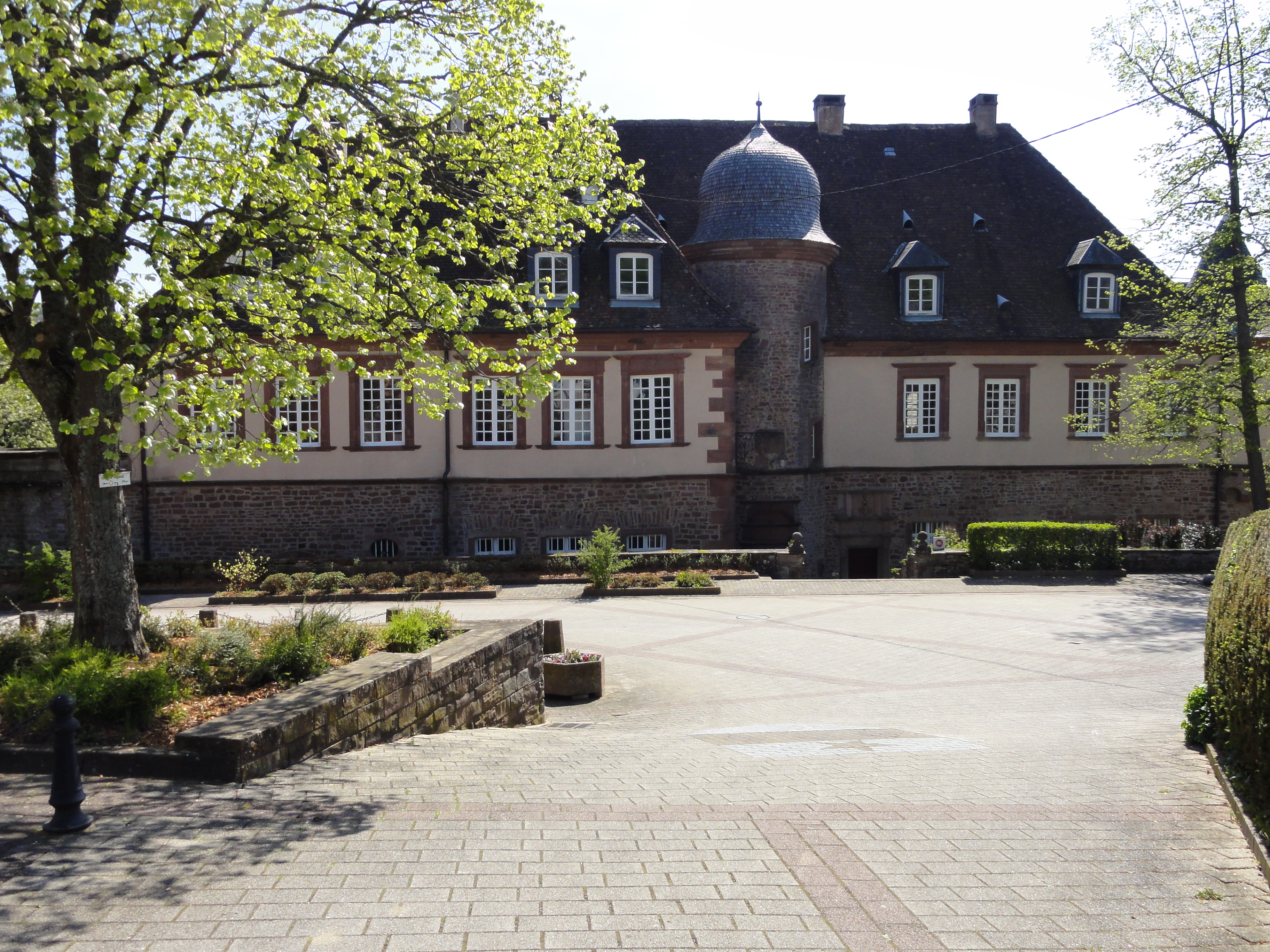
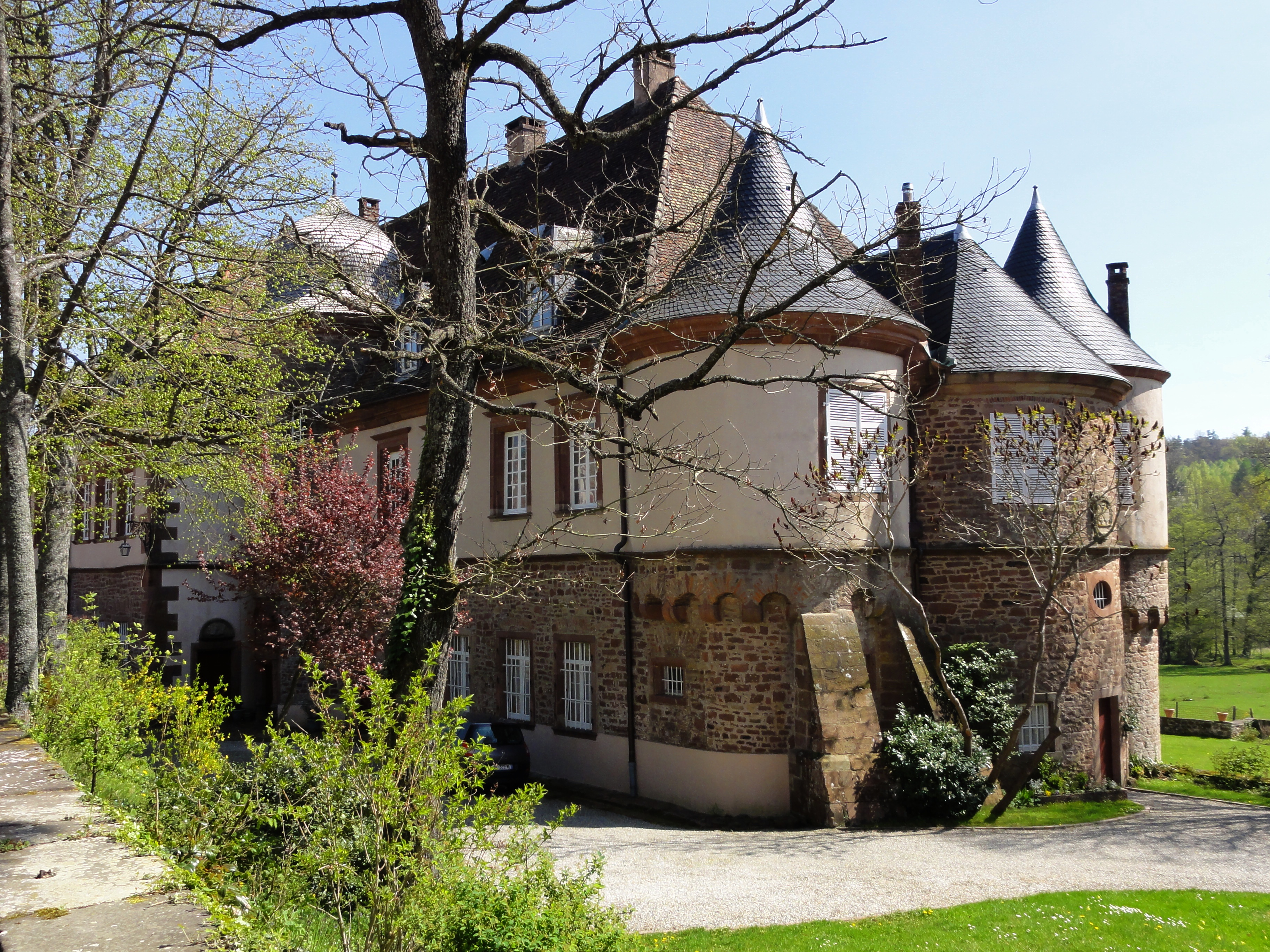
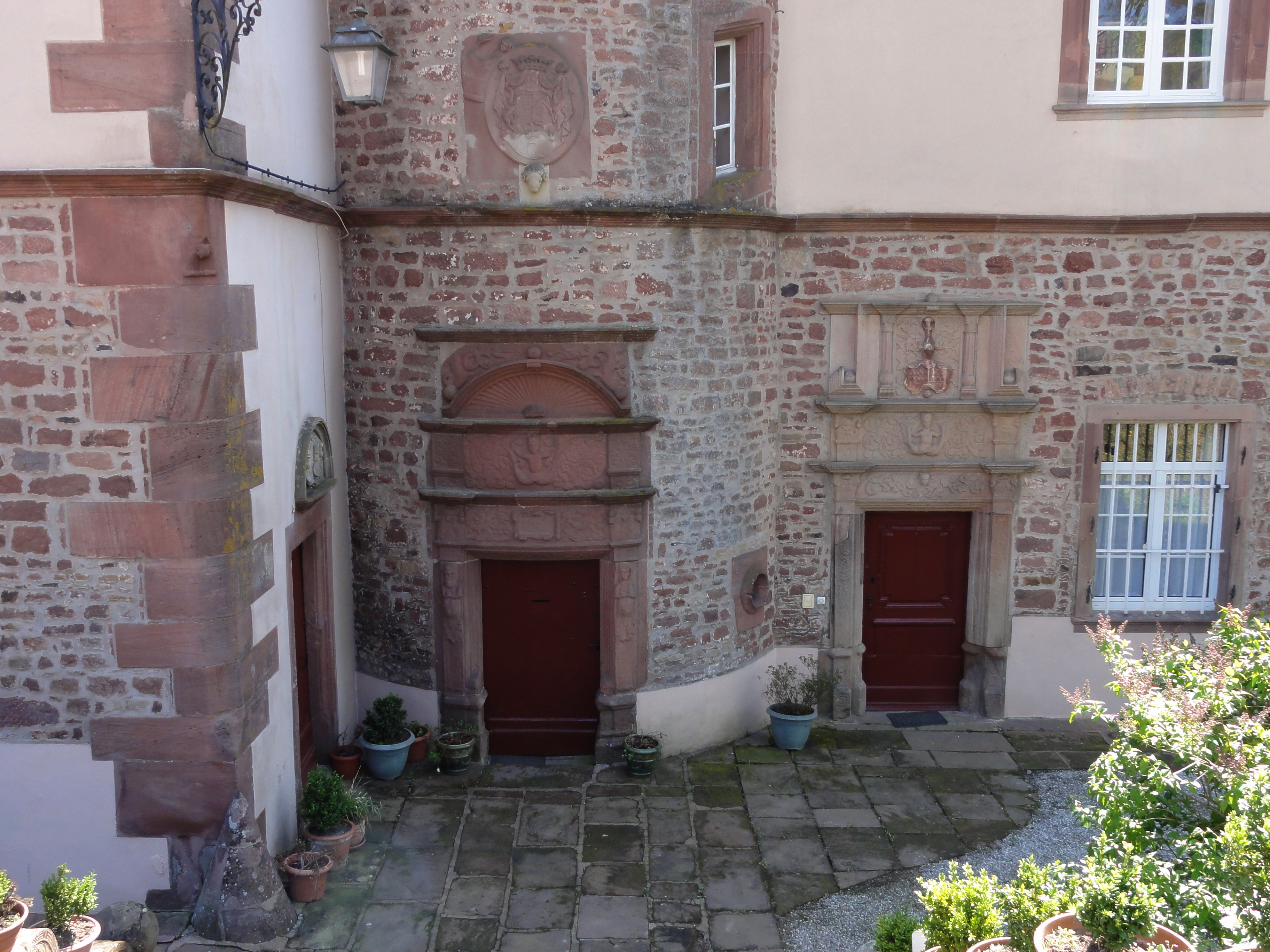
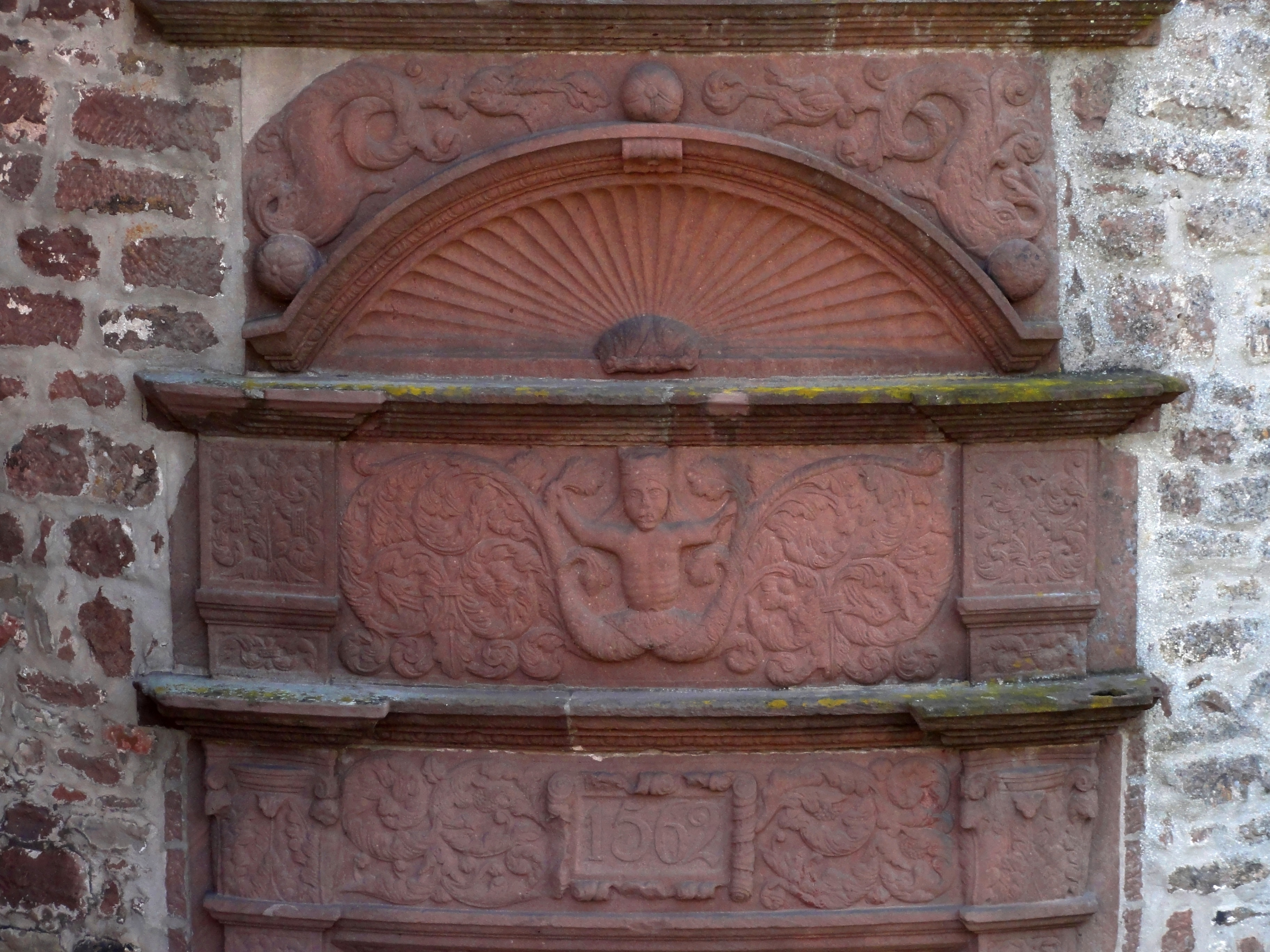
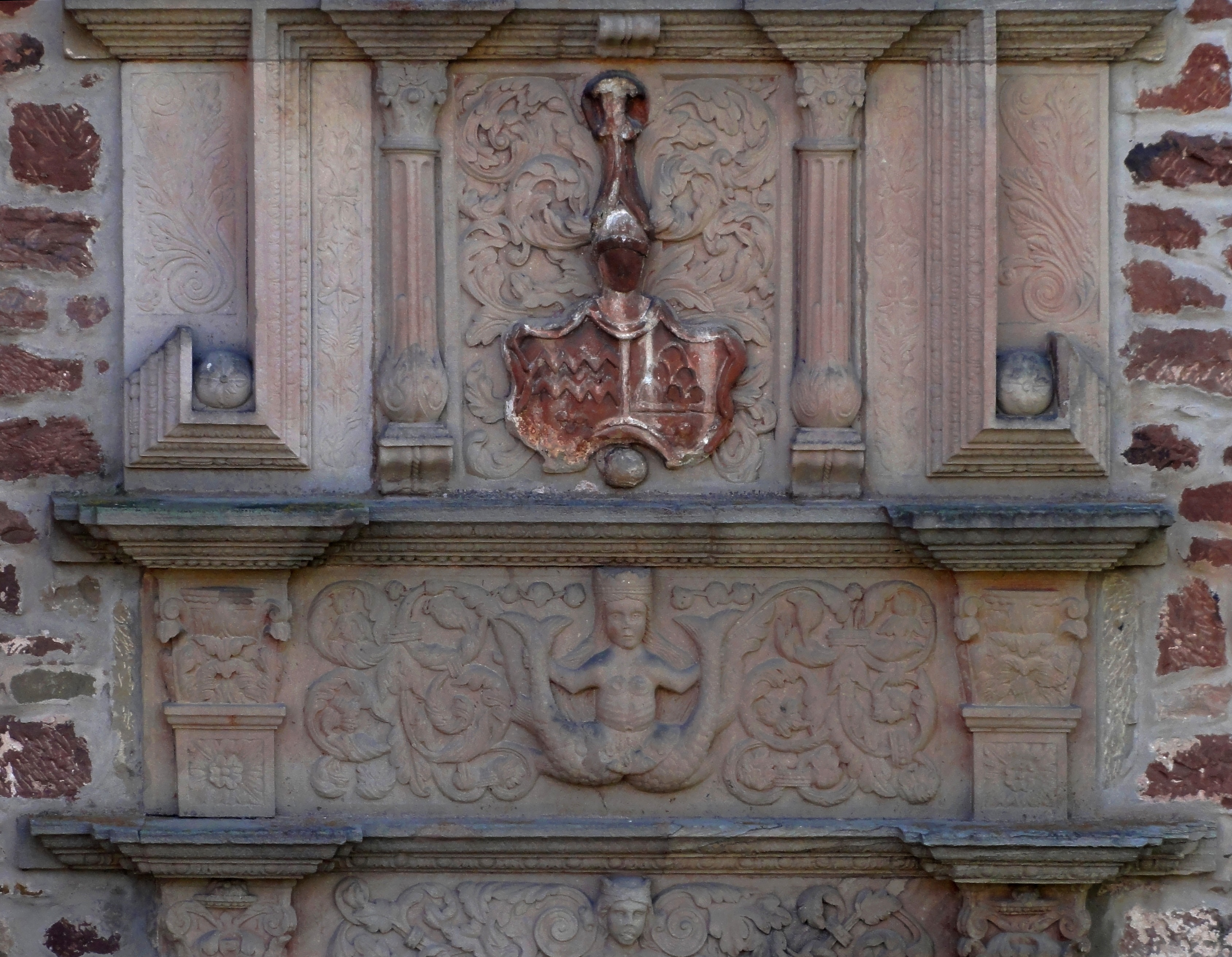
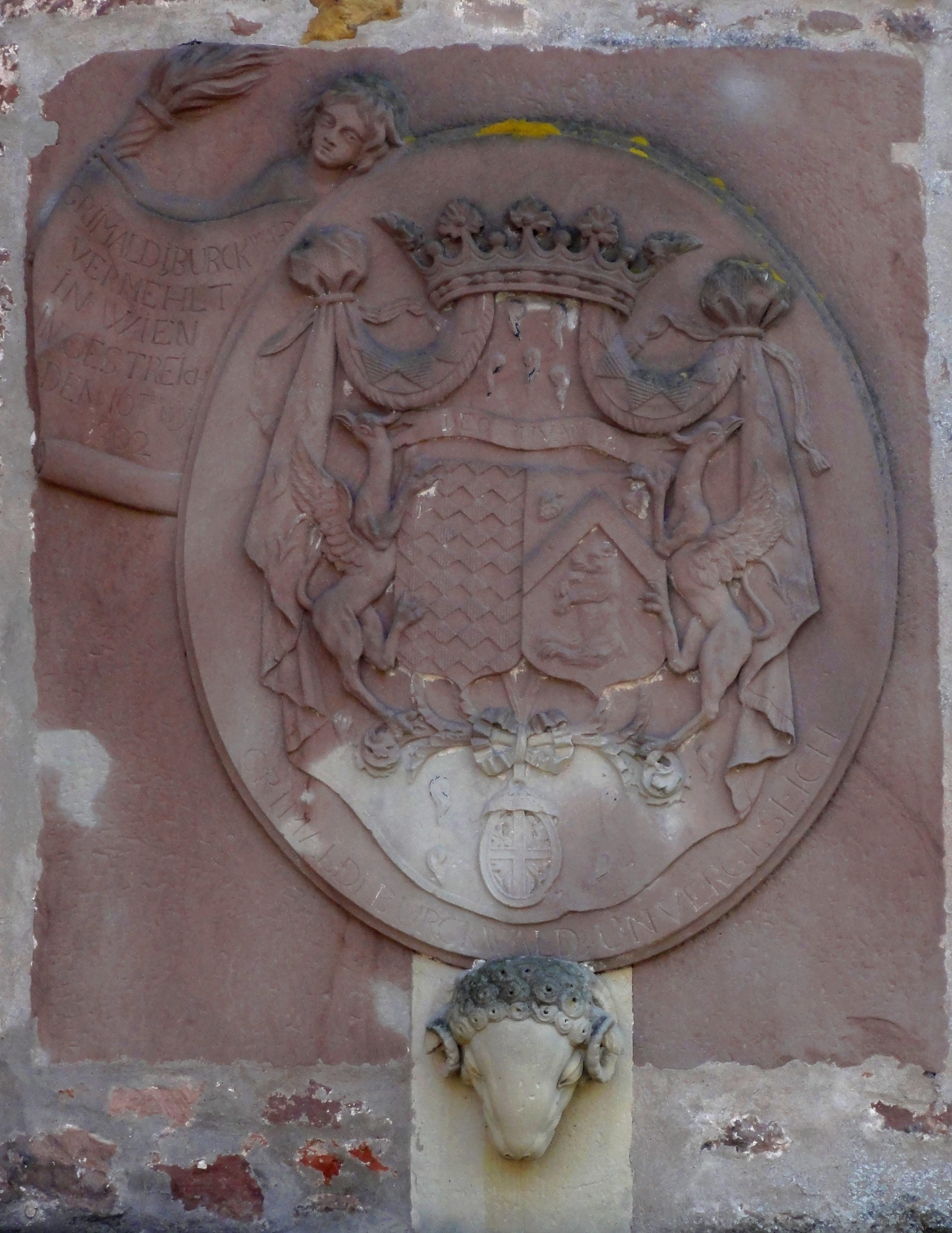
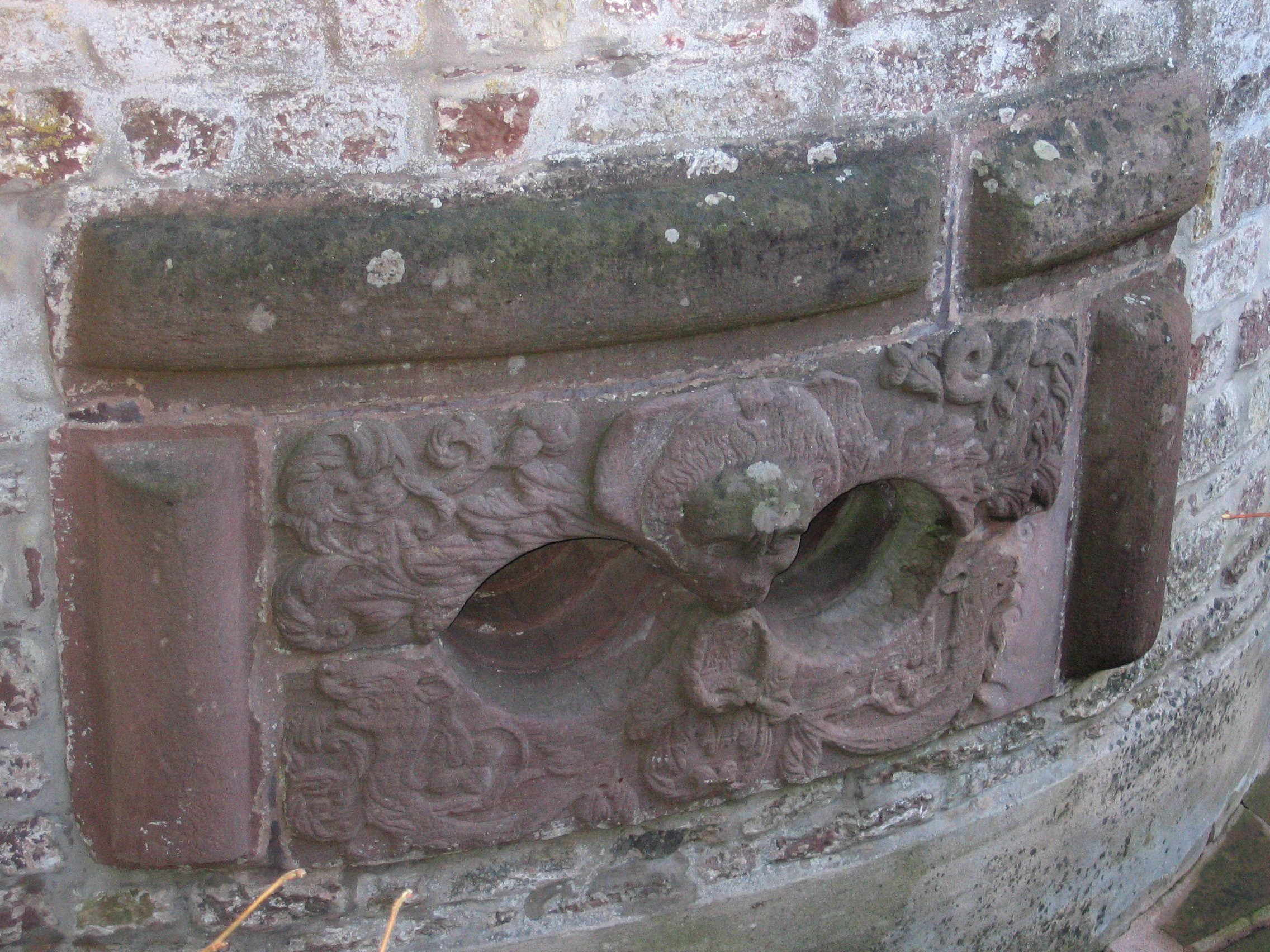
Canonnière purement décorative.